# August-Bebel-Straße 20 (Wolmirstedt)

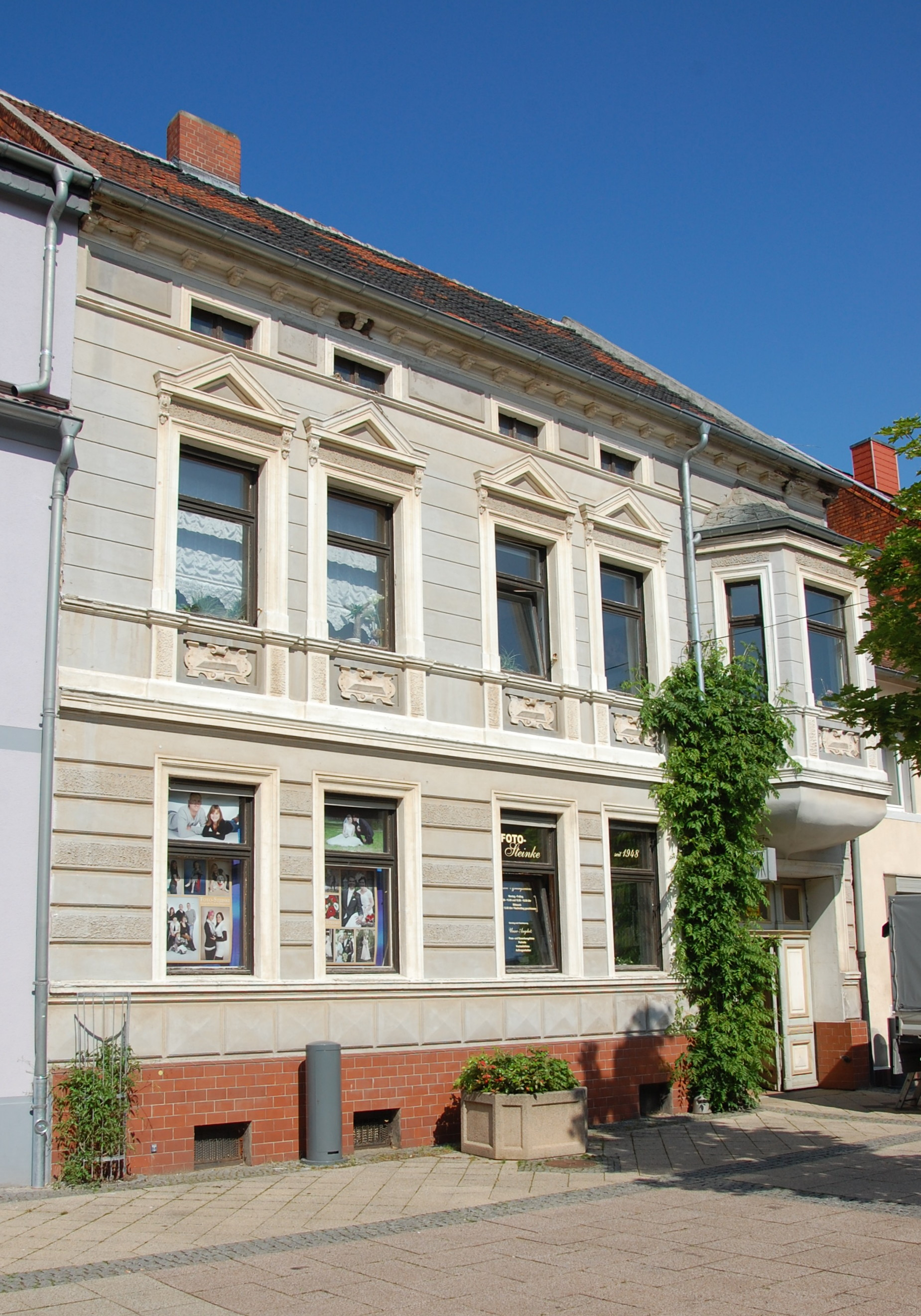
Haus August-Bebel-Straße 20

Das Haus August-Bebel-Straße 20 ist ein denkmalgeschütztes Gebäude in der Stadt Wolmirstedt in Sachsen-Anhalt.

## Lage
Es befindet sich in der Wolmirstedter Innenstadt auf der Westseite der August-Bebel-Straße. Im örtlichen Denkmalverzeichnis ist es als Wohn- und Geschäftshaus eingetragen.

## Gestaltung und Geschichte
Das zweigeschossige verputzte Gebäude ist repräsentativ gestaltet und entstand im späten 19. Jahrhundert. Es verfügt über ein Mezzanin. Auf der rechten Seite befindet sich vor dem oberen Stockwerk ein polygonaler Erker. Unterhalb des Erkers befindet sich eine Hauseinfahrt. Die Fassade ist mittels Putzquaderung gegliedert. In den Brüstungen unterhalb der Fenster des Obergeschosses finden sich Rollwerkverzierungen im Stil der Neorenaissance. Oberhalb der Fenster sind Verdachungen als Schmuckwerk angeordnet.